# Lier (Norvegia)
Lier este o comună din provincia Buskerud, Norvegia.